# Changuinola
Changuinola ist eine Stadt und ein Corregimiento in der Provinz Bocas del Toro in Panama und Sitz des Bezirks Changuinola. Die Stadt zieht Touristen als beliebtes Tor zur Stadt Bocas und zu den nahegelegenen Städten Almirante und Chiriqui Grande an. Changuinola ist vom Fluss Changuinola und ausgedehnten Bananenplantagen
umgeben.

## Bevölkerung
Die Bevölkerungszahl des Corregimientos lag im Jahr 2000 bei 39.896 auf einer Fläche von etwa 96,7 km². 2010 verringerte sich die Zahl auf 31.223. Im Jahr 2023 hatte das Corregimiento nur mehr eine Verwaltungsfläche von 4,5 km² und eine Einwohnerzahl von 6136. Daraus ergibt sich eine Bevölkerungsdichte von 1367,8 Einwohnern pro km².

## Klima
Changuinola ist ein Küstenort mit tropischem Klima, genauer gesagt einem tropischen Regenwaldklima mit Passatwinden. In der Gegend gibt es keine vorhersehbare Trockenzeit. Die trockensten Zeiten sind Ende August bis Mitte Oktober, Februar und März. Changuinola ist feucht – Gewitter und starker Regen sind häufig. Die normalen Temperaturen sind das ganze Jahr über konstant. Aufgrund des niedrigen Breitengrads ist der Sonnenaufgang etwa 6 Uhr morgens und der Sonnenuntergang etwa 18 Uhr Ortszeit. Diese Zeiten variieren im Laufe des Jahres leicht. Wetterdaten werden am internationalen Flughafen Capitán Manuel Niño gesammelt.
|                       | Jan | Feb | Mär | Apr | Mai | Jun | Jul | Aug | Sep | Okt | Nov | Dez |   |      |
| Mittl. Tagesmax. (°C) | 27  | 27  | 28  | 28  | 28  | 28  | 28  | 28  | 29  | 28  | 27  | 27  | ⌀ | 27,8 |
| Mittl. Tagesmin. (°C) | 22  | 22  | 22  | 23  | 24  | 24  | 23  | 23  | 24  | 24  | 23  | 22  | ⌀ | 23   |
|                       |     |     |     |     |     |     |     |     |     |     |     |     |   |      |
| Niederschlag (mm)     | 319 | 201 | 193 | 287 | 281 | 276 | 408 | 289 | 163 | 198 | 367 | 402 | Σ | 3384 |

| 22 |

| 22 |

| 22 |

| 23 |

| 24 |

| 24 |

| 23 |

| 23 |

| 24 |

| 24 |

| 23 |

| 22 |

| 22 |

| 22 |

| 22 |

| 23 |

| 24 |

| 24 |

| 23 |

| 23 |

| 24 |

| 24 |

| 23 |

| 22 |

## Transport
Changuinola ist auf dem Luft-, Land- oder Seeweg erreichbar. Besucher können von Panama-Stadt aus mit Air Panama zum internationalen Flughafen Capitán Manuel Niño fliegen. Es gibt tägliche Flüge, es kann jedoch aufgrund häufiger Gewitter und starker Regenfälle zu Verspätungen kommen. Direktflüge aus den USA, Kanada und Mexiko sind nicht verfügbar.
Busse verkehren zwischen Changuinola, Almirante, David und Panama-Stadt. Bei Reisen auf dem Landweg müssen Touristen, die aus Costa Rica kommen oder nach Costa Rica reisen, sowohl den costa-ricanischen Zoll in Sixaola als auch den panamaischen Zoll in Guabito passieren. Busse sind bei schlechtem Wetter zuverlässiger.